# Nadruma
Nadruma (arab. ندرومة; fr. Nedroma)  – jedna z 53 gmin w prowincji Tilimsan, w Algierii, znajdująca się w północno-zachodniej części prowincji, około 42 km na północny zachód od Tilimsan. Leży nad morzem śródziemnym i graniczy z Marokiem. W 2008 roku gminę zamieszkiwało 32498 osób. Numer statystyczny gminy w Office National des Statistiques d'Algérie to 1340.